# Suaeda mesopotamica
Suaeda mesopotamica är en amarantväxtart som beskrevs av Alexander Eig. Suaeda mesopotamica ingår i släktet saltörter, och familjen amarantväxter. Inga underarter finns listade i Catalogue of Life.